# Алексеевка (Коми)
Алексе́евка (коми Мельнича Ӧзын) — деревня в Корткеросском районе Республики Коми. Входит в сельское поселение Нившера.

## География
Деревня расположена на правом берегу реки Нившера в устье ручья Мельница-Ёль, в 4 км от центра сельского совета Нившера, в 95 километрах на северо-восток от райцентра, села Корткерос.

## Название
По местной легенде, деревня получила своё название в честь первого жителя Габова Алексея Михайловича (1879 — ?).

## История
В переписях 1916, 1918 и 1920 гг. и списке населенных пунктов 1925 г. не значится. Выделена в 1925 году перед переписью 1926 г. из состава деревни Тист Нившерского сельсовета. По переписи 1926 г. в Алексеевке было 19 дворов, 94 жителя, в 1939 г. — 192 жителя. На топографических картах 1940-х гг. — Алексеевская, в списке населенных пунктов 1956 г. — Алексеевка. В 1959 г. — 128 жителей, в 1970 г. — 210 жителей, в 1979 г. — 190 жителей, в 1989 г. — 122 жителя, в начале 1995 г. — 157 жителей, 59 хозяйств.

## Население
| Численность населения | Численность населения | Численность населения | Численность населения | Численность населения | Численность населения | Численность населения | Численность населения | Численность населения | Численность населения |
| --------------------- | --------------------- | --------------------- | --------------------- | --------------------- | --------------------- | --------------------- | --------------------- | --------------------- | --------------------- |
| 1926                  | 1939                  | 1959                  | 1970                  | 1979                  | 1989                  | 1995                  | 2000                  | 2007                  | 2010                  |
| 94                    | 192                   | 128                   | 210                   | 190                   | 122                   | 157                   | 152                   | 148                   | 103                   |